# Vhembelacerta rupicola
Vhembelacerta rupicola (tên thường gọi trong tiếng Anh là Soutpansberg rock lizard, "thằn lằn đá Soutpansberg") là một loài thằn lằn nhỏ (40–50 mm), thân dẹp thuộc họ Lacertidae. Đây là loài sống trên mặt đá, hoạt động về ban ngày, cư ngụ vách đá hay gò đá ở nơi có độ cao 900–1600 m. Đây là loài đặc hữu tỉnh Limpopo miền bắc Nam Phi.
V. rupicola là một loài kiếm ăn tích cực trên sườn nam những ngọn đồi dãy Soutpansberg.

## Từ nguyên
Tên loài (rupicola) nghĩa là "ở đá", do loài này hầu như chỉ sống trên đá nếu so với những loài khác sống cùng khu vực như Trachylepis varia.
Nửa đầu tên chi (Vhembe-) chỉ vùng Vhembe của tỉnh Limpopo nơi loài này sinh sống. Nửa sau cái tên (-lacerta) là một từ tiếng Latinh đơn giản có nghĩa "thằn lằn". Lacerta cũng là tên chi mà ban đầu V. rupicola được xếp vào.